# Атанасов Петро Калушев
Петро́ Ка́лушев Атана́сов (10 жовтня 1922 — †16 червня 1975) — болгарський літературознавець і перекладач. Переклав твори українських письменників.
У працях Атанасова про українську літературну творчість Тараса Шевченка і її зв'язки з болгарською літературою посідають одне з провідних місць. Автор статей і розвідок «Шевченко і Георгій Бакалов» (журнал «Славяни», 1961, № 6), «Тарас Шевченко» (газета «Литературен фронт», 1964, № 10), а також літературно-критичного нарису болгарською мовою «Тарас Шевченко» (Софія, 1964)